# 73 (numero)

Il 73 come somma di gnomoni

Settantatré (cf. latino septuaginta tres, greco τρεῖς καὶ ἑβδομήκοντα) è il numero naturale dopo il 72 e prima del 74.

## Proprietà matematiche
- È un numero dispari.
- È un numero difettivo.

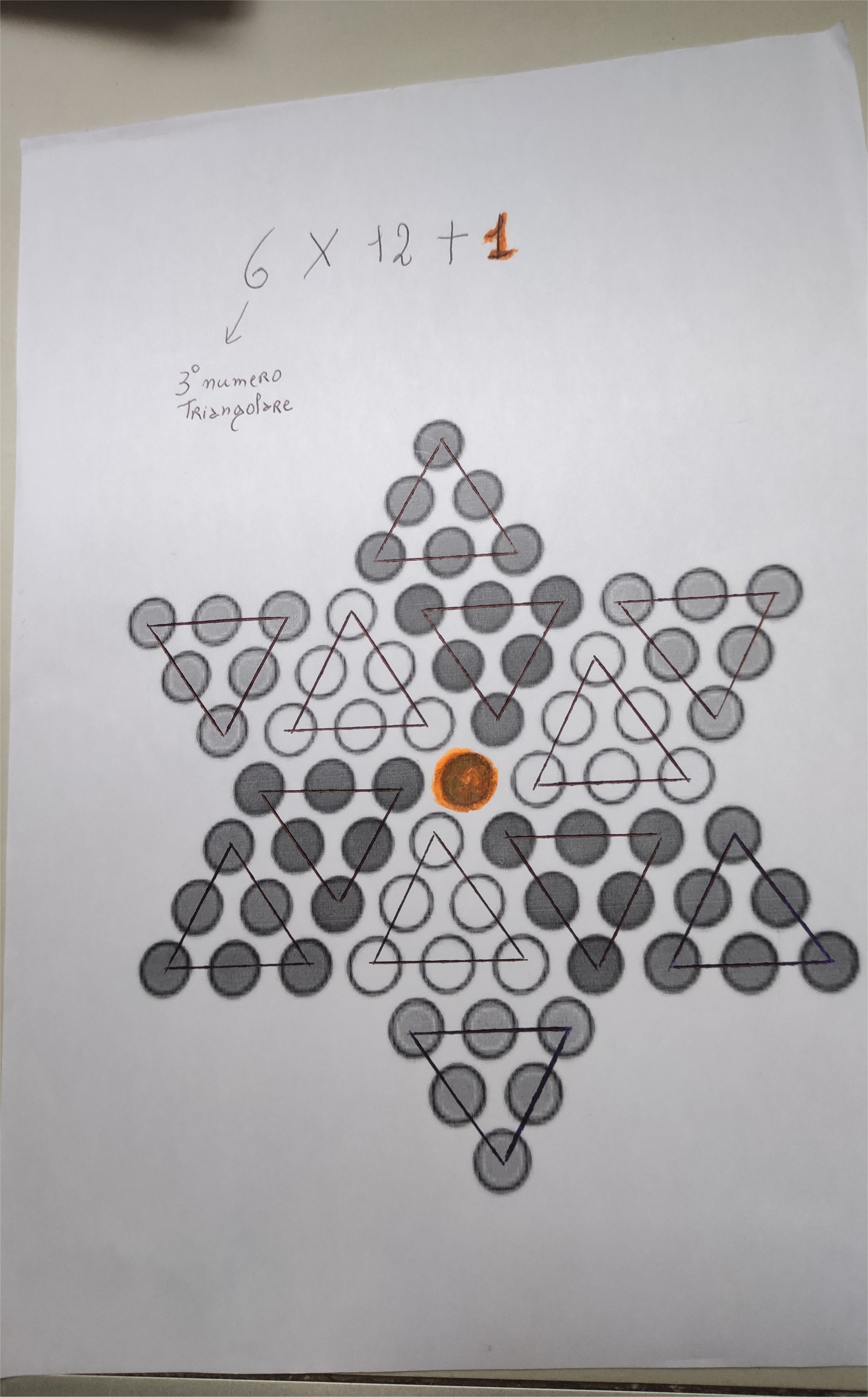
73, numero stellato

- È il 21º numero primo, dopo il 71 e prima del 79.
- 21 è anche il prodotto delle sue cifre.
- È un numero stellato.
- Nella base 10, è un primo permutabile con il 37. Il numero 37 è il 12º numero primo, che a sua volta è un primo permutabile con 21.

- È preceduto dal suo complemento a 100 permutato.
- È un numero primo troncabile sia a destra che a sinistra.

- Inoltre sia 37 che 73 sono numeri stellati.
- Nel sistema binario è 1001001; è quindi un numero palindromo in base 2.
- È un numero a cifra ripetuta nel sistema di numerazione posizionale a base 8 (111).
- Ogni numero naturale è la somma di al più 73 seste potenze, vedi problema di Waring.
- Il suo primo permutabile è anch'esso un numero stellato.
- È parte delle terne pitagoriche (48, 55, 73), (73, 2664, 2665).
- È un numero omirp.
- È un numero fortunato.
- È un numero intero privo di quadrati.
- È un numero odioso.
- È l'unico numero primo di Sheldon[1][2]

## Astronomia
- 73P/Schwassmann-Wachmann è una cometa periodica del sistema solare.
- 73 Klytia è un asteroide della fascia principale del sistema solare.
- NGC 73 è una galassia spirale della costellazione della Balena.
- È il numero delle righe del messaggio di Arecibo.

## Astronautica
- Cosmos 73 è un satellite artificiale russo.

## Chimica
- È il numero atomico del Tantalio (Ta).

## Smorfia
- Nella smorfia il numero 73 è l'ospedale.

## Religione
- È il numero totale di libri della Bibbia nella versione cattolica, se il libro delle Lamentazioni è contato come libro a parte dal libro di Geremia.

## Cabala
- 73 è la somma delle lettere ebraiche che formano la parola chokmah, חכמה, sapienza, la seconda sephirot.

## Convenzioni
- Nel codice morse è un'abbreviazione comunemente usata con significato di best regards (cordiali saluti); per questo, nel linguaggio dei radioamatori e dei CB si utilizza generalmente alla fine di una conversazione per salutare.